# Edinburg (Texas)
Edimburgo (Edinburg en inglés) es una ciudad ubicada en el condado de Hidalgo en el estado estadounidense de Texas. En el Censo de 2010 tenía una población de 77.100 habitantes y una densidad poblacional de 789,78 personas por km².
La ciudad es sede de la Universidad Panamericana de Texas y los Coyotes de Edimburgo, un equipo de la liga menor de béisbol en la Liga Unida de Béisbol.

## Historia
En 1908, John Closner, William Briggs, Argyle McAllen, Plutarco de la Viña, y Dennis B. Chapin desarrollaron una nueva comunidad (la plaza de la ciudad estaba localizada en lo que es ahora la U.S. Route 281 y la State Highway 107). La ciudad fue nombrada Chapin en honor a uno de sus desarrolladores. Se convirtió en sede del condado de Hidalgo en una operación dramática y encubierta en la cual los registros fueron retirados de la anterior sede del condado, Hidalgo (Texas). Cuando Dennis Chapin estuvo involucrado en un asesinato, la comunidad cambió su nombre a Edinburg en honor a un prominente empresario que nació en Edimburgo (Escocia). Edinburg se "incorporó" en 1919.

## Geografía
Edinburg se encuentra ubicada en las coordenadas 26°18′52″N 98°9′48″O / 26.31444, -98.16333. Según la Oficina del Censo de los Estados Unidos, Edinburg tiene una superficie total de 97.62 km², de la cual 97.47 km² corresponden a tierra firme y (0.16%) 0.16 km² es agua.

## Demografía
Según el censo de 2010, había 77.100 personas residiendo en Edinburg. La densidad de población era de 789,78 hab./km². De los 77.100 habitantes, Edinburg estaba compuesta en un 85.27% por blancos, el 1.59% eran afroamericanos, el 0.41% eran amerindios, el 2.17% eran asiáticos, el 0.02% eran isleños del Pacífico, el 9.06% eran de otras razas y el 1.49% pertenecían a dos o más razas. Del total de la población el 88.18% eran hispanos o latinos de cualquier raza.
En el censo de 2000 el ingreso medio para un hogar en la ciudad era de $28.938, y el ingreso medio para una familia era de $30.634. Los hombres tenían un ingreso medio de $27.505 contra $21.010 de las mujeres. La renta per cápita para la ciudad era de $11.854. Alrededor de 25,4% de las familias y 29,2% de la población estaban por debajo de la línea de pobreza, incluyendo el 37,2% de los menores de 18 años y el 23,0% de los de 65 años o mayores.

## Educación

### Colegios comunitarios y universidades
Edinburg es casa del Campus Edinburg de la Universidad de Texas de El Valle del Río Grande (anteriormente la Universidad de Texas–Pan American) y el Instituto Bíblico Rio Grande.

### Escuelas primarias, secundarias y preparatorias
Casi toda la ciudad está servida por el Distrito Escolar Consolidado Independiente de Edinburg, comprendiendo cuatro escuelas secundarias, una escuela secundaria alternativa, cinco escuelas medias, y 20 de las escuelas primarias del Distrito. Una pequeña porción es servida por el Distrito Escolar Independiente de McAllen, incluyendo la IDEA Academy, Escuela Secundaria Memorial, La Academia Lamar, La Escuela Media Cathey, y la Primaria González de McAllen.
En adición, el Distrito Escolar Independiente del Sur de Texas opera escuelas imán que sirven a Edinburg y a varias comunidades circundantes. Este incluye la Academia de Ciencias del Sur de Texas, La Escuela Secundaria para las Profesiones de la Salud y las escuelas secundarias de la Academia para la Tecnología Médica. La Academia de los Negocios de Educación y Tecnología del Sur de Texas (BETA) está en Edinburg.
La Diócesis Católica de Brownsville opera la Escuela Católica St. Joseph, una escuela primaria y media. La Diócesis ha anunciado que abrirá la Escuela Secundaria Católica Regional San Juan Diego en Edinburg en otoño de 2009.

## Estaciones de radio
- KFRQ 94.5 FM
- KKPS 99.5 FM
- KNVO 101.1 FM
- KVLY 107.9 FM
- KBFM 104.1 FM
- KURV 710 AM
- KJJF/KHID 88.9 FM/88.1 FM

## Periódicos del área
- The Monitor
- The Edinburg Review
- The Mid Valley Town Crier

## Televisión
El área de Edinburg es servida por numerosas afiliadas a la televisión local.
- KGBT-TV (The Valley's MyTV) - Harlingen (Texas)
- KRGV-TV (ABC 5) - Weslaco (Texas)
- KXFX-CD (FOX South Texas) - Brownsville (Texas)
- KVEO (NBC 23) - Bronwsville (Texas)
- KTLM (Telemundo 40) - Rio Grande City (Texas)
- KLUJ-TV (TBN 44) - Harlingen (Texas)
- KNVO (Univision 48) - McAllen (Texas)
- KFXV (FOX South Texas 60) - Harlingen (Texas)
- KNWS-LD (Novelísima) - Bronwsville (Texas)